# Fort de Saint-Cyr

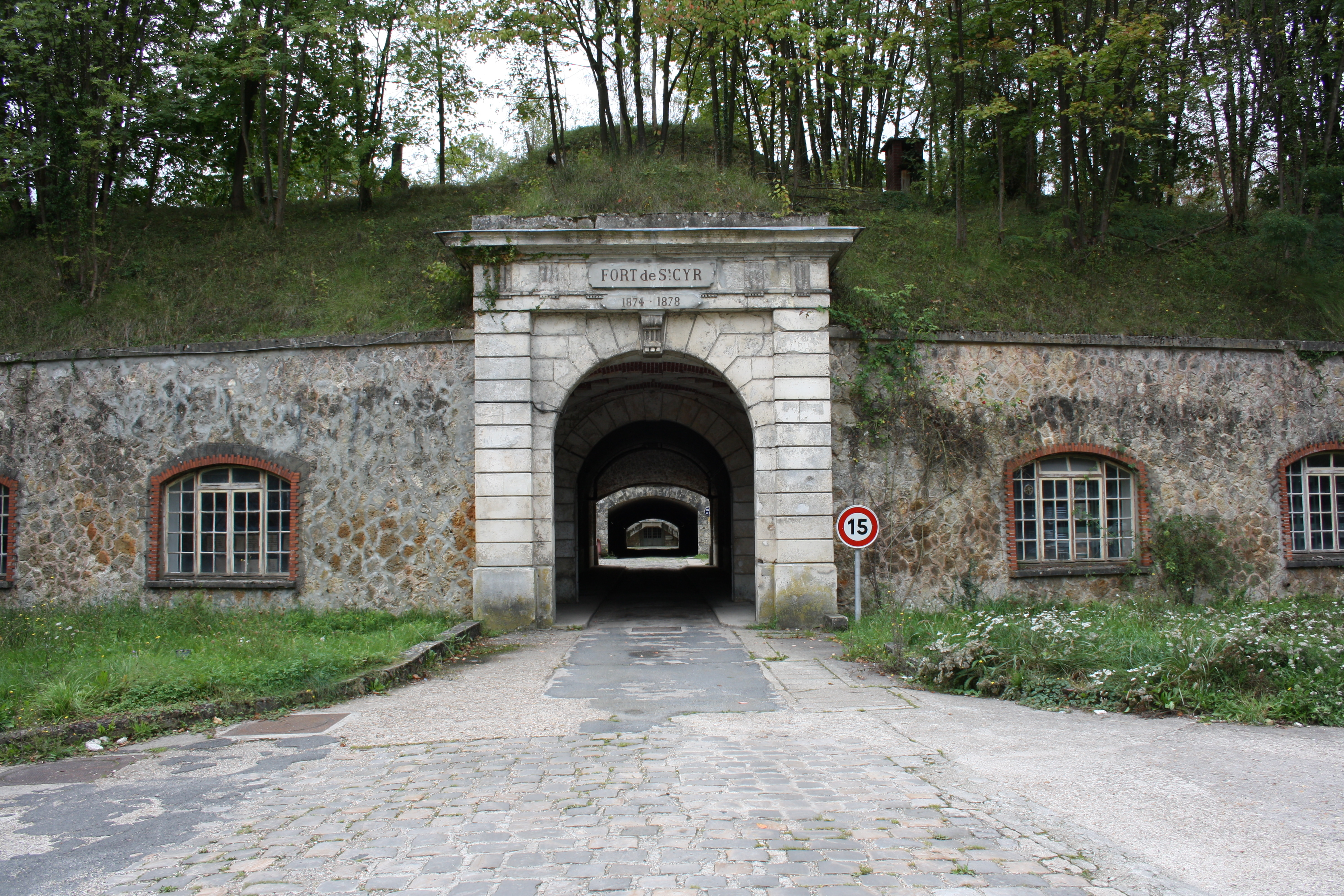
Fort de Saint-Cyr, Zufahrt

Das Fort de Saint-Cyr im Département Yvelines ist eine Befestigung, die im 19. Jahrhundert in einem Festungsring zum Schutz um die französische Hauptstadt Paris gebaut wurde.
Nach dem Ersten Weltkrieg wurde das Fort als Waffenlager und meteorologische Station der Armee genutzt. Seit 1992 ist es  als ein historisches Monument klassifiziert und dient als Filmlager für die Cinémathèque française.

## Geschichte
Im Rahmen des Deutsch-Französischen Krieges wurde Frankreich 1870/71 zum Teil von preußischen und deutschen Truppen besetzt. Aus diesem Grunde wurden nach der Niederlage 1871 in den Jahren 1874 bis 1881 die Festungen ausgebaut und modernisiert, so auch das Fort Saint-Cyr.
Das Barrière de fer genannte Verteidigungssystem umfasste nach der Fertigstellung 18 Festungen und 34 Batterien.
Das Fort Saint-Cyr wurde zwischen Mai 1875 und 1879 errichtet und bewacht die Stadt Saint-Cyr-l’École, die für die Militärschule Saint-Cyr bekannt ist. Die Festung gehörte früher der Kommune Bois d’Arcy an und ist heute in den Grenzen von Montigny-le-Bretonneux.
Weitere Festungen in Yvelines sind:
- Batterie de Bouviers
- Batterie du Ravin de Bouviers
- Fort du Haut-Buc
- Fort de Bois-d’Arcy
- Fort du Trou d’Enfer